# 宇戸清治
宇戸 清治（うど せいじ、1949年8月7日- ）は、日本のタイ文学者。専門はタイ語、タイ文学、タイ映画論、タイ近現代美術研究、東南アジア文学。東京外国語大学名誉教授。
タイ文学研究のかたわら、シーブーラパー、チャート・コープチッティ、カノックポン・ソムソンパン、ウィン・リョウワーリン、プラープダー・ユン、ウティット・ヘーマムーンなど東南アジア文学賞作家を中心とする現代タイ作家の作品を翻訳し単行本や文芸雑誌『新潮』『文藝』『早稲田文学』などで紹介している。東京外国語大学の「東南アジア文学会」の機関誌『東南アジア文学』（年2回、ISSN:1342-8357）の発行責任者でもある。ほかに「タイ映画」に表象された大衆文化の変容や、タイの映画作品に表れるナショナリズムの研究、タイ映画史研究を行う。

## 略歴
福岡県生まれ。1982年早稲田大学社会科学部卒業、ベルリン工科大学経営工学科中退、1985年東京外国語大学大学院外国語学研究科アジア第三言語専攻修士課程修了。東京外国語大学外国語学部助手、講師、助教授、教授。2015年定年退職、名誉教授。

## 著書
- 『現代タイ語会話』大学書林 1989
- 『タイ語の日常会話』ナツメ社 1991
- 『やさしいタイ語　文字の読み書き』大学書林 1992
- 『暮らしと仕事に役立つタイ語の日常基本単語集』ナツメ社 1993
- 『やさしいタイ語　基本表現』大学書林 1995
- 『たのしいタイ語 一冊で学ぶ会話、文法、文字』大学書林 2008
- 『一冊目のタイ語』東洋書店 2010
- 『そのまま使えるタイ語会話表現集』東洋書店 2011

### 共編
- 『東南アジア文学への招待』川口健一共編　段々社 2001

## 共編・監修
- 『指さすだけでわかるトラベルタイ語』（監修）日本文芸社 2002
- 『デイリー日タイ英・タイ日英辞典』（監修）三省堂、2004
- 『世界の言葉と文字入門5 タイの文字と言葉』（監修）小峰書店、2004
- 『はじめての外国語（アジア編）タイの言葉』（監修）文研出版、2007
- 『タイ語：ACTION 活動＆言葉のガイドブック』青年海外協力協会 2008

## 翻訳
- 『インモラル・アンリアル』現代タイ文学ウィン・リョウワーリン短編集 サンマーク出版 2002
- 『罪との闘い』シーブーラパー 大同生命国際文化基金 2008
- 『二つの時計の謎』アジア本格リーグ2 チャッタワーラック著 講談社 2009
- 『パンダ』プラープダー・ユン 東京外国語大学出版会、2011
- 『現代タイのポストモダン短編集』大同生命国際文化基金 2012
- 『残り香を秘めた京都』ウティット・ヘーマムーン 京都市立芸術大学 2014

## 論文
- Cinii

## 注
1. ↑  『現代日本人名録』2002年
2. ↑  東京外国語大学